# 생쥐 구조대
《생쥐 구조대》(영어: The Rescuers)은 월트 디즈니사의 1977년 애니메이션 영화이다. 월트 디즈니사의 정규 극장판으로는 23번째이며, 1977년 6월 22일 개봉하였다.
처음 한국에 비디오가 출시되었을 당시에는 《생쥐 구조대》라는 제목이 있었으나, 2002년 새롭게 발매된 비디오와 DVD에는 《버나드와 비앙카의 구조 대모험》이라는 새로운 제목이 쓰였다. 1978 아카데미 음악상 후보에까지 오른 고전의 향연.
동명의 소설을 기반으로 제작한 1959년 제작되었다. 1990년에는 속편 코디와 생쥐 구조대가 개봉하였다.

## 줄거리
때 병을 어린 소녀 페니 응급, 마우스로 길을 만들라는 항변에 도움이 포함된 UN 본부 쥐구멍에 본부를 둔 국제 생쥐 구조대 RAS(영어: Rescue Aid Society) 소속의 생쥐 두 마리, 버나드와 비앙카가 납치되어간 어린 소녀. 납치범은 비양심적인 여자 보물 사냥꾼인 마담 메두사. 그녀는 자신의 목적을 위해 페니를 납치해서 이용해먹는다.

## 출연

### 주연
- 밥 뉴하트
- 에바 가버
- 제라르딘 페이지
- 조 플린

### 조연
- 팻 버트램
- 존 맥킨타이어
- 버나드 폭스
- 래리 클레몬스
- 제임스 맥도널드
- 조지 린지
- 더브 테일러
- 존 피들러

## 기타
- 미술: 돈 그리피스
- 애니메이션: 올리 존스톤
- 애니메이션: 밀트 칼
- 애니메이션: 프랭크 토머스
- 애니메이션: 돈 블루스
- 캐릭터애니메이터: 존 포메로이
- 캐릭터애니메이터: 글렌 킨
- 캐릭터애니메이터: 앤디 가스킬
- 캐릭터애니메이터: 아트 스티븐스
- 캐릭터애니메이터: 게리 골드먼
- 캐릭터애니메이터: 데일 베어
- 캐릭터애니메이터: 론 클레멘츠

## 리뷰
《생쥐 구조대》은 로튼 토마토의 30개의 리뷰를 기반으로 총 80%의 신선도 평가를 받았으며, 6.45/10의 가중 평균 점수를 받았다..

## 음악
유명한 곡으로는 다음과 같은 곡이 있다:
- "The Journey"
- "Rescue Aid Society"
- "Tomorrow is Another Day"
- "Someone's Waiting For You"

## 같이 보기
- 월트 디즈니 픽처스의 영화 목록
- 디즈니의 장편 애니메이션 영화 목록